# Disney's BoardWalk Villas
Disney's BoardWalk Villas is een Disney Vacation Club Resort in het Walt Disney World Resort in Lake Buena Vista, Florida, dat wordt beheerd door The Walt Disney Company. Het resort maakt deel uit van het entertainmentcomplex Disney's BoardWalk Resort. De opening hiervan was op 1 juli 1996, dat samen met dit complex werd geopend. Het resort kan alleen worden bezocht door leden van de Disney Vacation Club. Echter, wanneer de kamers niet allemaal bezet zijn, kunnen ook andere gasten in de kamers verblijven.
Boardwalk is Engels voor knuppelpad, een soort pad van hout. De promenade die voor het hotel loopt is een houten promenade. Boardwalk verwijst hiernaar terug.